# 디셈버 (음악 그룹)
디셈버(December)는 대한민국의 남성 음악 그룹으로, 2009년 10월 〈Dear My Lover〉로 데뷔하였다. 멤버 구성은 윤혁, DK로, CS해피엔터테인먼트에 소속되어 있다.

## 구성원
| 이름 | 소개 |
| ---- | --- |
| 윤혁 | - 본명: 이윤혁 - 생년월일: 1986년 2월 28일(39세) - 출생지: 대한민국 - 학력: - 포지션: 보컬, 랩 - 활동기간: 2009년 ~ |
| DK   | - 본명: 한대규 - 생년월일: 1984년 4월 13일(40세) - 출생지: 대한민국 - 학력: - 포지션: 보컬 - 활동기간: 2009년 ~     |

## 데뷔
2009년 10월에 〈Dear, My Lover〉로 정식 데뷔하였다고 표기되어 있다.
2007년에 멤버들이 개별 활동을 하며, 다른 곡에 참여한 경력이 있었다. 윤혁은 당시 신인 가수였던 지아의 컴필레이션 앨범에 〈남자의 사랑〉이라는 곡으로 데뷔했었고, DK는 키스피아노의 〈다시〉라는 곡에 참여 하며 데뷔하고, 2008년에는 홀라당의 〈길〉에 참여했던 경력이 있다. 2009년 10월에 〈Dear, My Lover〉로 첫 정규 앨범을 발표했다.
2013년 1월에 윤혁 입대(공익), 동년 5월엔 DK가 입대(현역)하면서 2013년 5월 이후로 디셈버 활동은 모두 잠정 중단 상태. 음원은 주기적으로 공개.
2015년 6월 군제대 이후 새로운 앨범으로 활동을 다시 시작하였다.

## 앨범

### 미니 앨범
- 1st Mini Album《Dear My Lover》(2009년 10월 27일 발매)

• 여자는 나쁜남자를 좋아한다
• 사랑 참…
• 희재 Part.2
• 사랑을 고백합니다
• 말해요 (희재 Part.3)
• 이별을 대처하는 방법
• 사랑이 떠나가죠
• 사랑아 사랑아
- 2nd Mini Album《She's gone》(2012년 5월 1일 발매)

• She's gone
• 가슴아 미안해 (DK&아이린)
• 울리고 웃던 사랑
• 사랑 보내기
• 이 노랠 빌려서 (Feat.이로울,아이린)
• She's gone (Inst.)
- 3rd Mini Album《Perhaps love》(2016년 9월 30일 발매)

• Mother
• 시집와줄래
• 후에...
• 이별연습
• Mother (Inst.)

### 싱글
- 1st Digital Single《돌아올순 없나요 (아이리스(Iris OST Part5)》(2009년 12월 3일 발매)

• 돌아올순 없나요
• 돌아올순 없나요 (Ver.2)
• 돌아올순 없나요 (Inst.)
- 2nd Digital Single《Honesty》(2010년 3월 4일 발매)

• 배운게 사랑이라
- 3rd Digital Single《Tears In Heaven》(2010년 5월 14일 발매)

• 별이 될께
- 4th Digital Single《포화속으로 OST December 'Once Upon A Time'》(2010년 5월 20일 발매)

• Once Upon A Time
- 5th Digital Single《Lonely Night》(2010년 7월 15일 발매)

• 혼자왔어요 (December Ver.)
• 혼자왔어요 (J-Cera Ver.)
- 6th Digital Single《Beautiful Woman》(2011년 5월 4일 발매)

• 미인
• 미인 (Inst.)
- 7th Digital Single《Love Baton》(2011년 8월 1일 발매)

• 바통
• 바통 (Inst.)
- 8th Digital Single《Love Harmony》(2011년 8월 11일 발매)

• 가슴으로 운다 (Feat.아이린,윤미)
• 가슴으로운다 (Feat.아이린,윤미)(Inst.)
- 9th Digital Single《Love Harmony》(2011년 8월 30일 발매)

• 가슴으로 운다 (DK,윤혁 Ver.ll)
• 가슴으로운다 (제이세라,아이린 Ver.lll)
• 가슴으로 운다 (DK,윤혁 Ver.ll) (Inst.)
• 가슴으로운다 (제이세라,아이린 Ver.lll) (Inst.)
- 10th Digital Single《PS. I Love U》(2012년 3월 7일 발매)

• 이 노랠 빌려서 (Feat.이로울,아이린)
• 이 노랠 빌려서 (Feat.이로울,아이린) (Inst.)
- 11th Digital Single《Unfinished》(2012년 7월 9일 발매)

• Unfinished
• Unfinished (Inst.)
- 12th Digital Single《기억을 걷다보면》(2013년 2월 1일 발매)

• 기억을 걷다보면 (December Ver.)
• 기억을 걷다보면 (Soobin Ver.)
• 기억을 걷다보면 (Inst.)
- 13th Digital Single《Going Home》(2013년 5월 3일 발매)

• Going Home
• Why Why
• Going Home (Inst.)
• Why Why (Inst.)
- 14th Digital Single《Fire》(2013년 7월 23일 발매)

• Fire
• Fire (DK Ver.)
• Fire (윤혁 Ver.)
• Fire (Inst.)
- 15th Digital Single《조영수 All Star》(2013년 8월 28일 발매)

• 니 입술 그 맛
• 니 입술 그 맛 (Inst.)
- 16th Digital Single《Reason》(2015년 6월 12일 발매)

• Reason
• Piano
• 그댈 찾은 이유
• 순간을 영원처럼
• Reason (Guitar Ver.)
• Reason (Inst.)
- 17th Digital Single《Like a stranger》(2015년 9월 17일 발매)

• 멀리 멀리 멀리 (Feat. 검은띠)
• Heaven
• 기억을 걷다보면
• 머문 기억이 보낸 편지
• 잊고 있는중
• Unfinished
• Going home
• 멀리 멀리 멀리 (Inst.)
• Heaven (Inst.)
- 18th Digital Single《척, 미치겠다》(2015년 11월 6일 발매)

• 척 (Feat. Zick Jasper of M.I.B)
• 미치겠다
• 혼자왔어요
• I`ll Pray For You
• My Everything
• 일기장
• 사랑끄트머리 (Feat. 박장근)
• 전할 수 없는 말
• 척 (Inst.)
• 미치겠다 (Inst.)

### 정규 앨범
- 1st Regular Album 《A story to the sky》(2010년 11월 1일 발매)

• 눈부신 눈물
• 세상에 소리쳐
• 그녀가 떠나가요(그리운 엄마에게)
• 괜찮아요
• 오고 있나요
• 이 고백
• 그대만 보여요
• 잔소리
• 별이 될께
• 배운게 사랑이라
• 사랑 참...
• 여자는 나쁜 남자를 좋아한다
• 혼자 왔어요
• 말해요 (희재 Part 3)
• Once Upon A Time
- 2st Regular Album 《The Last Legacy》(2012년 12월 20일 발매)

• Don't go
• Miss you
• 못 본 사이에 (Feat.물만난물고기)
• Remember Me
• 아름다워
• 사랑한단 말을 할거야
• Passion
• She's gone
• Unfinished
• 깊은밤 슬픈노래
• Don't go (Inst.)

## 참여 앨범
- 드라마 OST《Iris: 아이리스 [KBS 수목드라마]》(2009년 11월 17일 발매)

• 잊지말아요 (백지영)
• Love Of Iris (신승훈)
• 꿈을 꾸다 (김태우)
• 할렐루야 (Bigbang(빅뱅))
• Empty (쥬니)
• 사랑 참… (December(디셈버))
• Main Title
• Mission Of Destiny
• Assassination
• Fight Factory
• Destiny Love
• Pretty Love
• Sad Love
• Hard Day
• Midnight Run
• Bullets
• No Way Out
- 드라마 OST《Iris: 아이리스 스페셜 [KBS 수목드라마]》(2009년 12월 22일 발매)

• 꿈을 꾸다 (김태우)
• 잊지 말아요 (백지영)
• 사랑하면 안되나요 (서인영)
• 할렐루야 (Bigbang(빅뱅))
• Love Of Iris (신승훈)
• 사랑 참… (December(디셈버))
• 어떻게 눈물 참는지 (이정현)
• 너라서 좋았다 (지훈)
• Empty (쥬니)
•돌아올순 없나요 (December(디셈버))
- 영화 OST Digital Single《Once Upon A Time》(2010년 5월 20일 발매)

• Once Upon A Time
- CS Numbers Digital Single《Love Harmony》(2011년 8월 30일 발매)

• 가슴으로 운다 (DK,윤혁 Ver.ll)
• 가슴으로운다 (제이세라,아이린 Ver.lll)
• 가슴으로 운다 (DK,윤혁 Ver.ll) (Inst.)
• 가슴으로운다 (제이세라,아이린 Ver.lll) (Inst.)
- 드라마 OST《응답하라 1988 OST Part 5 TvN 금토드라마》(2015년 12월 5일 발매)

• 네게 줄 수 있는건 오직 사랑뿐 (December(디셈버))

## 라디오
슈키라, 김희철의 영스트리트, 두시탈출 컬투쇼, 두시의 데이트, 주영훈 입니다 등 출연